# Mary Tombiri
Mary Tombiri, née le 23 juillet 1972, est une athlète nigériane.

## Carrière
Mary Tombiri est médaillée de bronze du 100 mètres et médaillée d'or du relais 4 × 100 mètres lors des Championnats d'Afrique 1990 au Caire. Elle est médaillée d'argent du relais 4 × 100 mètres aux Championnats d'Afrique de 1992 à Belle Vue Maurel puis  aux Universiade d'été de 1993 à Buffalo. Elle remporte aux Jeux du Commonwealth de 1994 à Victoria la médaille d'or du relais 4 × 100 mètres. 
Aux Jeux africains de 1995 à Harare ainsi qu'à l'Universiade d'été de 1995 à Fukuoka, elle est médaillée de bronze du 100 mètres. Elle est également lors des Jeux de Harare médaillée d'or du relais 4 x 100 mètres.